# Lorenzo (film)
Pour les articles homonymes, voir Lorenzo.
Pour plus de détails, voir Fiche technique et Distribution.
Lorenzo ou L'huile de Lorenzo au Québec (Lorenzo's Oil) est un film américain réalisé par George Miller et sorti en 1992. Il s'inspire de la véritable histoire d'Augusto et Michaela Odone, qui ont cherché un traitement pour leur fils Lorenzo, atteint d'adrénoleucodystrophie, une maladie rare.

## Synopsis
En 1984, le jeune Lorenzo, âgé de 5 ans, vit avec ses parents Augusto et Michaela Odone dans l'archipel des Comores où Augusto travaille pour la Banque mondiale. Un jour, Michaela et Augusto apprennent que Lorenzo est atteint d'une maladie rare et réputée incurable, l'adrénoleucodystrophie (ALD), qui provoque la détérioration brutale et irréversible du système nerveux. Totalement étrangers au monde médical et scientifique, les Odone vont se battre pour leur fils. Incapables de dénicher un médecin qui pourrait traiter la maladie de leur fils, le couple s'acharne à mettre au point leur propre traitement : l'huile de Lorenzo.

## Fiche technique
- Titre français : Lorenzo
- Titre québécois : L'huile de Lorenzo
- Titre original : Lorenzo's Oil
- Réalisation : George Miller
- Scénario : George Miller et Nick Enright
- Musique : James Horner
- Directeur de la photographie : John Seale
- Montage : Richard Francis-Bruce et Marcus D'Arcy (en)
- Costumes : Colleen Atwood
- Producteurs : Doug Mitchell (en) et George Miller
  - Producteur délégué : Arnold Burk
- Budget : 30 000 000 $[1]
- Sociétés de production : Universal Pictures et Kennedy Miller Productions
- Distribution : Universal Pictures
- Pays de production :  États-Unis
- Langues originales : anglais, italien
- Genre : drame biographique
- Durée : 129 minutes
- Dates de sortie[2] : 
  - États-Unis : 30 décembre 1992 (sortie limitée)
  - États-Unis : 15 janvier 1993
  - France : 10 mars 1993

## Distribution
- Nick Nolte (VF : Gérard Rinaldi[3]) : Augusto Odone
- Susan Sarandon (VF : Béatrice Delfe[3]) : Michaela Odone
- Zack O'Malley Greenburg (en) : Lorenzo Odone
- Peter Ustinov (VF : Lui-même) : Professeur Gus Nikolais
- Kathleen Wilhoite (VF : Françoise Dasque) : Deirdre Murphy
- Gerry Bamman (VF : Jean-Claude Balard) : Dr Judalon
- Margo Martindale (VF : Élisabeth Wiener) : Wendy Gimble
- James Rebhorn (VF : Jean-Luc Kayser) : Ellard Muscatine
- Ann Hearn (VF : Joëlle Guigui) : Loretta Muscatine
- Maduka Steady : Omuori
- Mary Wakio : l'enseignant aux Comores
- Don Suddaby (VF : Louis Arbessier) : lui-même
- Colin Ward : Jake Gimble
- LaTanya Richardson (VF : Maïk Darah) : l'infirmière Ruth
- Jimmy Clark : le concierge Doan
- Jennifer Dundas (VF : Claire Guyot) : l'infirmière Nancy Jo
- William Cameron (VF : Nicolas Marié) : Pellerman
- Becky Ann Baker : la secrétaire de Pellerman
- Laura Linney (VF : Rafaèle Moutier) : la jeune professeur
- Ann Dowd : la pédiatre
- Elizabeth Daily : la voix de Lorenzo

## Production
Michelle Pfeiffer avaient initialement été choisie pour incarner Michaela Odone. Elle a finalement préférer incarner Catwoman dans Batman : Le Défi (1992). Le rôle revient finalement à Susan Sarandon, qui l'avait initialement refusé avant Michelle Pfeiffer. Don Suddaby, le biochimiste qui a synthétisé l'huile, joue ici son propre rôle. Ce film marque les débuts au cinéma de Laura Linney.
Le tournage a lieu de septembre 1991 à février 1992. Il se déroule notamment à Pittsburgh (notamment l'université Carnegie-Mellon) ainsi qu'à l'aéroport international de Washington-Dulles.

## Accueil
Le film reçoit des critiques globalement positives. Sur l'agrégateur américain Rotten Tomatoes, il récolte 92% d'opinions favorables pour 39 critiques et une note moyenne de 7,1⁄10. Le consensus suivant résume les critiques compilées par le site : «  ». Sur Metacritic, il obtient une note moyenne de 80⁄100 pour 21 critiques.
Malgré ces critiques généralement positives, le film est un échec au box-office. Aux États-Unis, il n'enregistre que 7 286 388 $ de recettes. En France, il n'attire que 25 204 spectateurs en salles.

## Distinctions principales
Source et distinctions complètes : Internet Movie Database
Le film reçoit plusieurs nominations mais aucun prix. Il est nommé dans deux catégories aux Oscars 1993 : meilleure actrice pour Susan Sarandon et meilleur scénario original. Susan Sarandon est également nommée au prix de la meilleure actrice dans un film dramatique aux Golden Globes 1993.

## Éditions vidéo
- En 1993, Lorenzo's oil est édité en VHS en langue anglaise.
- Le film est disponible en DVD en 2002 par Universal dans une version multilingue.
- Lorenzo sort en combo DVD/Blu-ray chez Elephant Films le 13 octobre 2020, avec en supplément un entretien analytique avec Rafik Djoumi (27').

## Postérité
Dans la version originale du film Paul (2011), un personnage est nommé Lorenzo Zoil en référence au titre original du film, Lorenzo's Oil.